# Giuseppe Marciante
Giuseppe Marciante (Catania, Itália, 16 de julho de 1951) é um clérigo italiano e bispo católico romano de Cefalù.
Giuseppe Marciante recebeu o Sacramento da Ordem em 5 de outubro de 1980. Inicialmente trabalhou como pároco na arquidiocese de Catânia até 1987, antes de ir para Roma em 1989 após um breve período na diocese de Albano. Em 2001, o Papa João Paulo II concedeu-lhe o título de Capelão Honorário de Sua Santidade. Em 2008 Marciante foi nomeado para o Conselho Pastoral da Diocese de Roma.
Em 1º de junho de 2009, o Papa Bento XVI o nomeou bispo titular de Thagora e nomeou-o bispo auxiliar em Roma. O Cardeal Vigário da Diocese de Roma, Cardeal Agostino Vallini, consagrou ele e Guerino Di Tora em 11 de julho do mesmo ano; Os co-consagradores foram os bispos auxiliares de Roma, Luigi Moretti e Enzo Dieci.
O Papa Francisco o nomeou Bispo de Cefalù em 16 de fevereiro de 2018, com posse em 14 de abril do mesmo ano.